# Allenatori della Società Sportiva Lazio
(Sven-Göran Eriksson)

Sven-Göran Eriksson, allenatore dal 1997 al 2001, è il più titolato nella storia del club con 7 trofei conquistati.

Sono 73 gli allenatori ad avere avuto a tutt'oggi la conduzione tecnica della Società Sportiva Lazio, società calcistica italiana per azioni con sede a Roma; 1 tra questi ha assunto l'incarico ad interim, 2 hanno ricoperto il ruolo di direttore tecnico, 6 hanno assunto tale incarico oltre ad esser stati sulla panchina biancoceleste anche come allenatori e 4 hanno ricoperto il ruolo di allenatore-giocatore.
Fino a tutto il secondo decennio del XX secolo non esisteva un sistema particolare di allenamento per tenersi in forma nel calcio italiano. De facto, tutti i giocatori – studenti e lavoratori – si ritrovavano durante la settimana al campo di Piazza d'Armi e allo Stadio della Rondinella per gli allenamenti, consistenti in partitelle e corse di velocità e/o resistenza, sempre sotto il coordinamento del capitano della squadra.
Il primo vero allenatore della storia biancoceleste fu l'italiano Guido Baccani, scelto dall'allora presidente Ballerini nel 1906 al fine di introdurre innovazioni dal punto di vista tattico e strategico nel gioco della squadra. Baccani allenò la squadra quasi per un ventennio, fino alla sua chiamata per entrare a far parte della commissione tecnica della Nazionale italiana nel 1924, quando fu sostituito sulla panchina delle Aquile dall'ungherese Dezső Kőszegi, primo vero allenatore d'origine non italiana nella storia della Lazio dopo l'italiano naturalizzato francese Bruto Seghettini, socio e giocatore del Racing Club di Parigi che fece conoscere ai soci laziali il gioco del calcio, e il maltese Silvio Mizzi, il quale ricopriva il ruolo di allenatore-giocatore al fianco di Baccani.
Il tecnico più a lungo in carica è stato proprio Guido Baccani, rimasto alla guida della squadra per diciotto anni, compreso il periodo dello scoppio della Grande guerra, dal 1906 al 1924. Simone Inzaghi detiene il primato nel numero di partite ufficiali come allenatore (251), mentre per ciò che concerne i trofei vinti con il club, detiene il record lo svedese Sven-Göran Eriksson (7). Da citare anche Tommaso Maestrelli, allenatore del club durante gli anni settanta, il quale ha condotto i biancocelesti verso la storica vittoria del loro primo Scudetto, e Fulvio Bernardini, il tecnico che per primo ha alzato al cielo un trofeo ufficiale vinto dalla Lazio, ovvero la Coppa Italia 1958.
Sono stati sia calciatori che allenatori della Lazio (in ordine cronologico): Sante Ancherani, Silvio Mizzi, Jenő Löwy, Fernando Saraceni, Amílcar, Luigi Allemandi, Dino Canestri, Salvador Gualtieri, Orlando Tognotti, Alfredo Monza, Fulvio Bernardini, Enrique Flamini, Paolo Todeschini, Roberto Lovati, Juan Carlos Morrone, Paolo Carosi, Giancarlo Oddi, Eugenio Fascetti, Roberto Mancini, Domenico Caso, Giuseppe Papadopulo e Simone Inzaghi. Di questi, solo Roberto Mancini e Simone Inzaghi hanno vinto almeno un trofeo ufficiale con la Lazio sia da calciatori che da allenatori.

## Elenco in base alle stagioni
Di seguito è presente l'elenco completo degli allenatori e dei direttori tecnici della S.S. Lazio, dalla fondazione del club ad oggi:
- 1901:   Bruto Seghettini
- 1902:   Bruto Seghettini poi,  Sante Ancherani
- 1902-1903:  Sante Ancherani
- 1903-1904:  Sante Ancherani
- 1904-1905:  Sante Ancherani
- 1905-1906:  Sante Ancherani
- 1906-1907:  Guido Baccani (DT) -  Sante Ancherani (Allenatore)
- 1907-1908:  Guido Baccani (DT) -  Silvio Mizzi (Allenatore)
- 1908-1909:  Guido Baccani
- 1909-1910:  Guido Baccani
- 1910-1911:  Guido Baccani
- 1911-1912:  Guido Baccani
- 1912-1913:  Guido Baccani
- 1913-1914:  Guido Baccani
- 1914-1915:  Guido Baccani
- 1915-1919:  Guido Baccani
- 1919-1920:  Guido Baccani
- 1920-1921:  Guido Baccani
- 1921-1922:  Guido Baccani
- 1922-1923:  Guido Baccani
- 1923-1924:  Guido Baccani
- 1924-1925:  Dezső Kőszegi
- 1925-1926:  Dezső Kőszegi[3]
- 1926-1927:  Jenő Löwy
- 1927-1928:  Franz Sedlacek
- 1928-1929:  Franz Sedlacek poi, dalla 4ª  Fernando Saraceni poi, dalla 15ª  Augusto Rangone poi, dalla 24ª  Ferenc Molnár
- 1929-1930:  Ferenc Molnár poi, dalla 4ª  Pietro Piselli poi, dalla 23ª  Ferenc Molnár
- 1930-1931:  Ferenc Molnár  poi, dalla 27ª  Cesare Migliorini  poi, dalla 32ª  Amílcar
- 1931-1932:  Amílcar[4]
- 1932-1933:  Karl Stürmer
- 1933-1934:  Karl Stürmer
- 1934-1935:  Walter Alt
- 1935-1936:  Walter Alt poi, dalla 28ª  József Viola
- 1936-1937:  József Viola
- 1937-1938:  József Viola
- 1938-1939:  József Viola poi, dalla 20ª  Alfredo Di Franco (DT) -  Luigi Allemandi (Allenatore)[5]
- 1939-1940:  Géza Kertész
- 1940-1941:  Géza Kertész poi, dalla 7ª  Ferenc Molnár poi, dalla 18ª  Dino Canestri
- 1941-1942:  Alexander Popovic
- 1942-1943:  Alexander Popovic
- 1943-1944:  Dino Canestri
- 1944-1945:  Dino Canestri
- 1945-1946:  Dino Canestri poi, dalla 11ª  Salvador Gualtieri poi, dalla 16ª  Tony Cargnelli
- 1946-1947:  Tony Cargnelli
- 1947-1948:  Tony Cargnelli poi, dalla 22ª  Orlando Tognotti
- 1948-1949:  Orlando Tognotti poi, dalla 11ª  Mario Sperone
- 1949-1950:  Mario Sperone[6]
- 1950-1951:  Mario Sperone
- 1951-1952:  Giuseppe Bigogno
- 1952-1953:  Giuseppe Bigogno poi, dalla 26ª  Alfredo Notti
- 1953-1954:  Mario Sperone poi, dalla 25ª  Federico Allasio
- 1954-1955:  Federico Allasio poi, dalla 8ª  Roberto Copernico (DT) -  George Raynor (Allenatore)
- 1955-1956:  Roberto Copernico (DT) -  Luigi Ferrero (Allenatore) poi, dalla 14ª  Jesse Carver (DT) -  Luigi Ferrero (Allenatore) poi, dalla 15ª  Jesse Carver
- 1956-1957:  Jesse Carver[7]
- 1957-1958:  Milovan Ćirić poi, dalla 20ª  Dino Canestri (DT) -  Alfredo Monza (Allenatore) poi, dal 7 giugno 1958 (Coppa Italia)  Fulvio Bernardini
- 1958-1959:  Fulvio Bernardini
- 1959-1960:  Fulvio Bernardini
- 1960-1961:  Fulvio Bernardini poi, dalla 10ª   Enrique Flamini poi, dalla 15ª  Jesse Carver (DT) -   Enrique Flamini (Allenatore)
- 1961-1962:  Paolo Todeschini poi, dalla 22ª  Alfonso Ricciardi (DT) -  Roberto Lovati (Allenatore) poi, dalla 28ª  Carlo Facchini
- 1962-1963:  Carlo Facchini poi, dalla 5ª  Juan Carlos Lorenzo (DT) -  Roberto Lovati (Allenatore)
- 1963-1964:  Juan Carlos Lorenzo[8]
- 1964-1965:  Umberto Mannocci
- 1965-1966:  Umberto Mannocci[9]
- 1966-1967:  Umberto Mannocci poi, dalla 8ª  Maino Neri
- 1967-1968:  Renato Gei poi, dalla 25ª  Roberto Lovati
- 1968-1969:  Juan Carlos Lorenzo[10] Vince il campionato di serie B
- 1969-1970:  Juan Carlos Lorenzo (DT) -  Roberto Lovati (Allenatore)
- 1970-1971:  Juan Carlos Lorenzo poi, dal 30 maggio 1971 (Coppa delle Alpi)  Roberto Lovati
- 1971-1972:  Tommaso Maestrelli
- 1972-1973:  Tommaso Maestrelli
- 1973-1974:  Tommaso Maestrelli
- 1974-1975:  Tommaso Maestrelli[11]
- 1975-1976:  Giulio Corsini poi, dalla 8ª  Tommaso Maestrelli
- 1976-1977:  Luís Vinício
- 1977-1978:  Luís Vinício poi, dalla 25ª  Roberto Lovati
- 1978-1979:  Roberto Lovati
- 1979-1980:  Roberto Lovati
- 1980-1981:  Ilario Castagner
- 1981-1982:  Ilario Castagner poi, dalla 20ª  Roberto Clagluna
- 1982-1983:  Roberto Clagluna poi, dalla 34ª  Roberto Lovati (DT) -  Juan Carlos Morrone (Allenatore)
- 1983-1984:  Juan Carlos Morrone poi, dalla 13ª  Paolo Carosi
- 1984-1985:  Paolo Carosi poi, dalla 3ª  Juan Carlos Lorenzo poi, dalla 21ª  Roberto Lovati (DT) -  Giancarlo Oddi (Allenatore)
- 1985-1986:  Luigi Simoni
- 1986-1987:  Eugenio Fascetti
- 1987-1988:  Eugenio Fascetti
- 1988-1989:  Giuseppe Materazzi
- 1989-1990:  Giuseppe Materazzi
- 1990-1991:  Dino Zoff
- 1991-1992:  Dino Zoff
- 1992-1993:  Dino Zoff
- 1993-1994:  Dino Zoff[12]
- 1994-1995:  Zdeněk Zeman
- 1995-1996:  Zdeněk Zeman
- 1996-1997:  Zdeněk Zeman poi, dalla 19ª  Dino Zoff
- 1997-1998:  Sven-Göran Eriksson
- 1998-1999:  Sven-Göran Eriksson
- 1999-2000:  Sven-Göran Eriksson
- 2000-2001:  Sven-Göran Eriksson  poi, dalla 14ª  Dino Zoff
- 2001-2002:  Dino Zoff poi, dalla 4ª  Alberto Zaccheroni
- 2002-2003:  Roberto Mancini
- 2003-2004:  Roberto Mancini
- 2004-2005:  Domenico Caso poi, dalla 17ª  Giuseppe Papadopulo
- 2005-2006:  Delio Rossi
- 2006-2007:  Delio Rossi
- 2007-2008:  Delio Rossi
- 2008-2009:  Delio Rossi
- 2009-2010:  Davide Ballardini  poi, dalla 24ª  Edoardo Reja
- 2010-2011:  Edoardo Reja
- 2011-2012:  Edoardo Reja
- 2012-2013:   Vladimir Petković
- 2013-2014:   Vladimir Petković poi, dalla 18ª  Edoardo Reja
- 2014-2015:  Stefano Pioli
- 2015-2016:  Stefano Pioli poi, dalla 32ª  Simone Inzaghi
- 2016-2017:  Marcelo Bielsa poi, dall'8 luglio 2016  Simone Inzaghi
- 2017-2018:  Simone Inzaghi
- 2018-2019:  Simone Inzaghi
- 2019-2020:  Simone Inzaghi
- 2020-2021:  Simone Inzaghi[13]
- 2021-2022:  Maurizio Sarri
- 2022-2023:  Maurizio Sarri
- 2023-2024:  Maurizio Sarri poi, dalla 29ª  Giovanni Martusciello[14] poi, dalla 30ª  Igor Tudor
- 2024-2025:  Marco Baroni
- 2025-2026:  Maurizio Sarri

## Elenco in base alle presenze e ai trofei vinti
Accanto alle stagioni sono indicati i trofei vinti dai tecnici nelle stagioni in cui allenavano la S.S. Lazio.
- Guido Baccani (1906-1907[16]; 1907-1908[16]; 1908-1909; 1909-1910; 1910-1911; 1911-1912; 1912-1913; 1913-1914; 1914-1915; 1915-1919; 1919-1920; 1920-1921; 1921-1922; 1922-1923; 1923-1924)

10 stagioni:
- Roberto Lovati (1961-1962; 1962-1963; 1967-1968; 1969-1970; 1970-1971; 1977-1978; 1978-1979; 1979-1980; 1982-1983[16]; 1984-1985[16])

 (1971)
7 stagioni:
- Dino Zoff (1990-1991; 1991-1992; 1992-1993; 1993-1994; 1996-1997; 2000-2001; 2001-2002)

6 stagioni:
- Sante Ancherani (1902; 1902-1903; 1903-1904; 1904-1905; 1905-1906; 1906-1907)
- Juan Carlos Lorenzo (1962-1963[16]; 1963-1964; 1968-1969[10]; 1969-1970[16]; 1970-1971; 1984-1985)

Campionato di serie B 1968-1969
- Simone Inzaghi (2015-2016; 2016-2017; 2017-2018; 2018-2019; 2019-2020; 2020-2021)

 2018-2019
 (2017)
 (2019)
5 stagioni:
- Dino Canestri (1940-1941; 1943-1944; 1944-1945; 1945-1946; 1957-1958[16])
- Tommaso Maestrelli (1971-1972; 1972-1973; 1973-1974; 1974-1975[11]; 1975-1976)

 1973-1974
4 stagioni:
- Ferenc Molnár (1928-1929; 1929-1930; 1930-1931; 1940-1941)
- József Viola (1935-1936; 1936-1937; 1937-1938; 1938-1939)
- Mario Sperone (1948-1949; 1949-1950; 1950-1951; 1953-1954)
- Fulvio Bernardini (1957-1958; 1958-1959; 1959-1960; 1960-1961)

 1958
- Sven-Göran Eriksson (1997-1998; 1998-1999; 1999-2000; 2000-2001)

 1999-2000
 1997-1998
 1999-2000
 (1998)
 (2000)
 1998-1999
 (1999)
- Delio Rossi (2005-2006; 2006-2007; 2007-2008; 2008-2009)

 2008-2009
- Edoardo Reja (2009-2010; 2010-2011; 2011-2012; 2013-2014)
- Maurizio Sarri (2021-2022; 2022-2023; 2023-2024; 2025-2026)

3 stagioni:
- Tony Cargnelli (1945-1946; 1946-1947; 1947-1948)
- Jesse Carver (1955-1956[16]; 1956-1957; 1960-1961[16])
- Umberto Mannocci (1964-1965; 1965-1966; 1966-1967)
- Zdeněk Zeman (1994-1995; 1995-1996; 1996-1997)

2 stagioni:
- Bruto Seghettini (1901; 1902)
- Dezső Kőszegi (1924-1925; 1925-1926)
- Franz Sedlacek (1927-1928; 1928-1929)
- Amílcar (1930-1931; 1931-1932)
- Karl Stürmer (1932-1933; 1933-1934)
- Walter Alt (1934-1935; 1935-1936)
- Géza Kertész (1939-1940; 1940-1941)
- Alexander Popovic (1941-1942; 1942-1943)
- Orlando Tognotti (1947-1948; 1948-1949)
- Giuseppe Bigogno (1951-1952; 1952-1953)
- Federico Allasio (1953-1954; 1954-1955)
- Roberto Copernico (1954-1955[16]; 1955-1956[16])
- Carlo Facchini (1961-1962; 1962-1963)
- Luís Vinício (1976-1977; 1977-1978)
- Ilario Castagner (1980-1981; 1981-1982)
- Roberto Clagluna (1981-1982; 1982-1983)
- Juan Carlos Morrone (1982-1983; 1983-1984)
- Paolo Carosi (1983-1984; 1984-1985)
- Eugenio Fascetti (1986-1987; 1987-1988)
- Giuseppe Materazzi (1988-1989; 1989-1990)
- Roberto Mancini (2002-2003; 2003-2004)

 2003-2004
- Vladimir Petković (2012-2013; 2013-2014)

 2012-2013
- Stefano Pioli (2014-2015; 2015-2016)

1 stagione:
- Davide Ballardini (2009-2010)

 (2009)
- (altri)

## Record

### Presenze in partite ufficiali

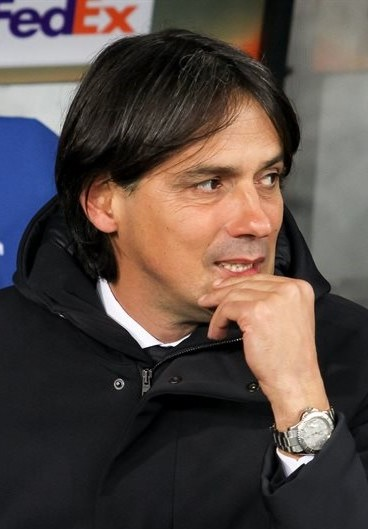
Simone Inzaghi, allenatore dal 2016 al 2021: il piacentino detiene il primato di panchine nella storia del club con 251 incontri alla guida della Lazio.

| In assoluto 1. Simone Inzaghi: 251 2. Dino Zoff: 202 3. Juan Carlos Lorenzo: 194 4. Sven-Göran Eriksson: 188 5. Delio Rossi: 184 6. Tommaso Maestrelli: 183 7. Maurizio Sarri: 137 8. Edoardo Reja: 131 9. Mario Sperone: 128 10. Zdeněk Zeman: 118 | In campionati italiani * 1. Simone Inzaghi: 197 2. Juan Carlos Lorenzo: 184 3. Dino Zoff: 176 4. Delio Rossi: 152 5. Tommaso Maestrelli: 145 6. Mario Sperone: 128 7. Sven-Göran Eriksson: 115 8. Edoardo Reja: 112 9. Maurizio Sarri: 104 10. Zdeněk Zeman: 86 | Nelle coppe nazionali ** 1. Tommaso Maestrelli: 34 2. Sven-Göran Eriksson: 30 3. Simone Inzaghi: 20 Delio Rossi: 20 4. Zdeněk Zeman: 16 5. Fulvio Bernardini: 15 6. Roberto Mancini: 14 Dino Zoff: 14 7. Eugenio Fascetti: 12 Roberto Lovati: 12 Giuseppe Materazzi: 12 8. Ilario Castagner: 10 Juan Carlos Lorenzo: 10 Stefano Pioli: 10 9. Luís Vinício: 8 10. Edoardo Reja: 7 Maurizio Sarri: 7 |

| Nelle comp. UEFA per club 1. Sven-Göran Eriksson: 43 2. Simone Inzaghi: 34 3. Maurizio Sarri: 26 4. Roberto Mancini: 20 Vladimir Petković: 20 5. Zdeněk Zeman: 16 6. Marco Baroni: 12 Stefano Pioli: 12 Edoardo Reja: 12 Delio Rossi: 12 Dino Zoff: 12 7. Davide Ballardini: 8 8. Domenico Caso: 6 9. Giulio Corsini: 4 Tommaso Maestrelli: 4 Luís Vinício: 4 Alberto Zaccheroni: 4 | Nelle comp. internazionali *** 1. Sven-Göran Eriksson: 43 2. Simone Inzaghi: 34 3. Maurizio Sarri: 26 4. Roberto Mancini: 20 Vladimir Petković: 20 5. Zdeněk Zeman: 16 6. Marco Baroni: 12 Stefano Pioli: 12 Edoardo Reja: 12 Delio Rossi: 12 Dino Zoff: 12 7. Davide Ballardini: 8 Juan Carlos Lorenzo: 8 8. Domenico Caso: 6 József Viola: 6 9. Roberto Lovati: 5 10. Giulio Corsini: 4 Tommaso Maestrelli: 4 Maino Neri: 4 Luís Vinício: 4 Alberto Zaccheroni: 4 |

(*) Sono compresi i campionati di Divisione Nazionale, Serie A e Serie B.

(**) Sono comprese la Coppa Italia e la Supercoppa italiana.

(***) Sono comprese: Champions League - Coppe - UEFA - Europa League - Conference League - Intertoto - Supercoppa - Fiere - Mitropa - Alpi.

## Riconoscimenti
Nella presente sezione vengono solo citati gli allenatori vincitori di competizioni per club durante la loro militanza nella Società Sportiva Lazio. La società calcistica romana vanta complessivamente un vincitore del premio assegnato al migliore allenatore della Serie A, ricevuto dallo svedese Sven-Göran Eriksson.

### A livello nazionale
| Seminatore d'oro * 1. Tommaso Maestrelli: 1973-74 | Oscar del Calcio AIC ** - Migliore allenatore in assoluto: 1. Sven-Göran Eriksson: 2000 |

(*) Trofeo assegnato dalla Federazione Italiana Giuoco Calcio (FIGC) dal 1955 al 1990 al miglior allenatore del calcio italiano.

(**) Trofeo assegnato dall'Associazione Italiana Calciatori (AIC) dal 1997.

### Inserimenti in Hall of Fame
Nel 2000 la Federazione Italiana Giuoco Calcio e la Fondazione Museo del Calcio di Coverciano istituirono per la prima volta una Hall of Fame con l'obiettivo di riconoscere la vita e la carriera di diverse personalità del calcio in Italia. In quell'anno furono riconosciuti tredici personalità in sei categorie diverse, tra le quali quattro calciatori. Tale iniziativa fu riadottata da entrambe le istituzioni dieci anni dopo con la presentazione della Hall of Fame del calcio italiano a Firenze.
In questo elenco sono presenti tutti gli allenatori della Lazio inseriti in Hall of Fame, anche straniere, come Alberto Zaccheroni, inserito nella Hall of Fame del calcio giapponese nel 2024 e in altre Hall of fame riconosciute dalle istituzioni sportive italiane, come la Walk of Fame dello sport italiano istituita dal CONI.
| Calcio italiano - Hall of Fame del calcio italiano: Allenatore italiano: 1. Roberto Mancini: 2015 Veterano italiano: 1. Dino Zoff: 2012 Riconoscimenti alla memoria: 1. Fulvio Bernardini: 2011 2. Luigi Simoni: 2021 | Calcio giapponese - Hall of Fame del calcio giapponese: 1. Alberto Zaccheroni: 2024 | Walk of Fame dello sport italiano 1. Dino Zoff: 2015 |